# Maison de la Chavonnière
La Maison de la Chavonnière est une maison située à Véretz. Le monument fait l’objet d’une inscription au titre des monuments historiques depuis le 27 septembre 1972.

## Historique
La maison est l'ancienne demeure de l'écrivain Paul-Louis Courier.